# Mesonerilla intermedia
Mesonerilla intermedia är en ringmaskart som beskrevs av Wilke 1953. Mesonerilla intermedia ingår i släktet Mesonerilla och familjen Nerillidae. Arten har ej påträffats i Sverige. Inga underarter finns listade i Catalogue of Life.